# Gryon
Gryon ist eine politische Gemeinde im Distrikt Aigle des Kantons Waadt in der Schweiz.

## Geographie

Luftbild (1964)

Gryon liegt auf 1114 m ü. M., 9 km südöstlich des Bezirkshauptortes Aigle (Luftlinie). Das Haufendorf erstreckt sich an einem Südhang hoch über dem Tal des Avançon, westlich des Massivs von Les Diablerets, an aussichtsreicher Lage rund 700 m über der Rhôneebene.
Die Fläche des 15,2 km² grossen Gemeindegebiets umfasst einen Abschnitt der Waadtländer Alpen. Das Gebiet wird im Süden zumeist vom Bachlauf des Avançon, im Norden vom Wildbach Gryonne begrenzt. Dazwischen erhebt sich der Höhenrücken von Gryon, der auf der Hochfläche Plan Sépey 1246 m ü. M. erreicht. Nach Osten setzt sich dieser Höhenrücken fort über La Barboleusaz und Les Chaux bis auf den felsigen Berggrat mit den Gipfeln Le Coin (2229 m ü. M.) und Pointes de Châtillon (2368 m ü. M.). Am Westabhang des Culan, der bereits zum Massiv der Diablerets gehört, wird mit 2620 m ü. M. der höchste Punkt von Gryon erreicht. Am Nordfuss dieses Berggrates liegt die Alp Taveyanne im Quellgebiet der Gryonne. Von der Gemeindefläche entfielen 1997 10 % auf Siedlungen, 51 % auf Wald und Gehölze, 30 % auf Landwirtschaft und etwas weniger als 9 % war unproduktives Land.
Zu Gryon gehören die Weiler Rabou (1130 m ü. M.) über dem Tal des Avançon und La Barboleusaz (1211 m ü. M.) auf dem Höhenrücken zwischen Gryonne und Avançon, ausgedehnte Ferienhaussiedlungen im Bereich von Les Frasses, die Alpsiedlung Taveyanne (1647 m ü. M.) sowie einige Einzelhöfe. Nachbargemeinden von Gryon sind Bex, Ollon und Ormont-Dessus.

## Bevölkerung
Mit 1508 Einwohnern (Stand 31. Dezember 2023) gehört Gryon zu den mittelgrossen Gemeinden des Kantons Waadt. Von den Bewohnern sind 87,6 % französischsprachig, 4,0 % deutschsprachig und 3,2 % englischsprachig (Stand 2000). Die Bevölkerungszahl von Gryon belief sich 1850 auf 403 Einwohner, 1900 auf 480 Einwohner. Im Lauf des 20. Jahrhunderts wurde ein kontinuierliches Bevölkerungswachstum verzeichnet (1960: 706 Einwohner).

## Wirtschaft und Tourismus
Gryon war bis in die zweite Hälfte des 19. Jahrhunderts ein überwiegend durch die Landwirtschaft geprägtes Dorf. Nach 1875 setzte mit der Eröffnung der Strasse vom Rhônetal nach Gryon die Entwicklung zum Fremdenverkehrsort ein.
Heute haben die Milchwirtschaft, Viehzucht und Forstwirtschaft nur noch einen geringen Stellenwert in der Erwerbsstruktur der Bevölkerung. Weitere Arbeitsplätze sind im lokalen Kleingewerbe und vor allem im Dienstleistungssektor vorhanden. Im Tal des Avançon befindet sich seit 1895 das Kraftwerk La Peuffeyre, das von den Forces Motrices de l'Avançon betrieben wird.
Das Gewerbe von Gryon ist neben den Gütern des täglichen Bedarfs hauptsächlich auf den Tourismus ausgerichtet. Mit dem Nachbarort Villars-sur-Ollon wurde Gryon ein bedeutender Fremdenverkehrsort mit Sommer- und Wintertourismus. Vor allem seit den 1980er Jahren entstanden im Bereich von La Barboleusaz ein modernes Touristikzentrum und zahlreiche Hotels, Ferienkolonien und Wochenendhaussiedlungen. Die Höhe von La Chaux ist durch eine Bergbahn erschlossen. Im Winter sind zahlreiche Skilifte im Betrieb, die auch einen Übergang in das Skigebiet von Villars-sur-Ollon gewährleisten.
In den letzten Jahrzehnten hat sich das Dorf dank seiner attraktiven Lage auch zu einer Wohngemeinde entwickelt. Viele Erwerbstätige sind Wegpendler, die in den grösseren Gemeinden des Rhonetals arbeiten.

## Verkehr
Die Gemeinde liegt abseits der grösseren Durchgangsstrassen an einer Verbindungsstrasse von Bex nach Villars-sur-Ollon. Durch die Zahnradbahn Bex–Villars–Bretaye, die seit dem 4. Juni 1900 von Bex nach Gryon verkehrt (die Fortsetzung nach Villars-sur-Ollon wurde am 10. Juni 1901 in Betrieb genommen), ist das Dorf an das Netz des öffentlichen Verkehrs angeschlossen. Die Strecke wird heute von den Transports Publics du Chablais betrieben.

## Geschichte
Die erste urkundliche Erwähnung des Ortes erfolgte 1189 unter dem Namen Griuns; bis 1867 wurde auch die Schreibweise Grion verwendet. Gryon gehörte vor 1189 zum Gebiet von Bex, kam dann aber durch eine Schenkung Peter von Griuns' in den Besitz der Abtei Saint-Maurice.
Mit der Eroberung der Herrschaft Aigle durch Bern im Jahr 1476 gelangte Gryon unter die Verwaltung des Gouvernements Aigle. Das Dorf behielt aber eine Sonderstellung bei, indem die Gerichtsrechte bei Saint-Maurice blieben. Die Reformation wurde 1539 in Gryon eingeführt. Seit dem 17. Jahrhundert kam es immer wieder zu Streitigkeiten mit Bex, das die Rechte zur Nutzung der Wälder von Gryon für den Betrieb seiner Salzminen von Bern zugesprochen bekommen hatte. Am 19. Juli 1719 wurden zahlreiche Häuser durch eine Feuersbrunst zerstört.
Nach dem Zusammenbruch des Ancien Régime gehörte Gryon von 1798 bis 1803 während der Helvetik zum Kanton Léman, der anschliessend mit der Inkraftsetzung der Mediationsverfassung im Kanton Waadt aufging. 1798 wurde es dem Bezirk Aigle zugeteilt.
Einen wirtschaftlichen Aufschwung erlebte Gryon in der zweiten Hälfte des 19. Jahrhunderts. Durch die verbesserte Verkehrsanbindung (Strasse und Zahnradbahn) entwickelte sich das Dorf zu einem Erholungsort. Es war von 1871 bis 1876 Aufenthaltsort des Dichters Juste Olivier.

## Söhne und Töchter von Gryon
- Benjamin Vallotton (1877–1962), Schriftsteller

## Wappen
Beschreibung: In Rot schwebt ein silbernes Kleeblattkreuz (Lazaruskreuz) über zwei goldgestielten gekreuzten Äxte mit silbernen Schneiden.

## Sehenswürdigkeiten
Die Kirche Saint-Jean ist seit dem 13. Jahrhundert erwähnt. Sie wurde beim Dorfbrand weitgehend zerstört und in der Folgezeit von 1722 bis 1724 wiederaufgebaut. Der alte Ortskern von Gryon hat den typischen Charakter eines Bergdorfes mit Bauernhäusern aus dem 18. und 19. Jahrhundert weitgehend bewahrt.

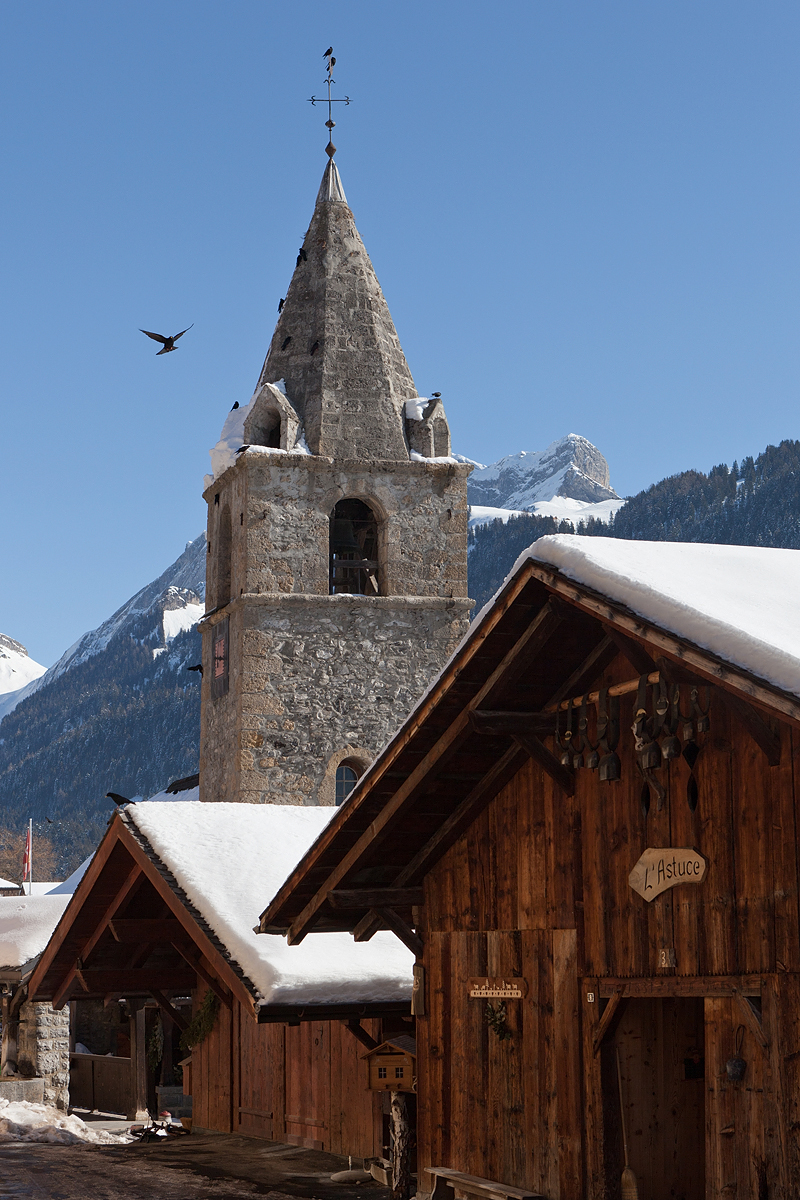
Temple Saint-Jean
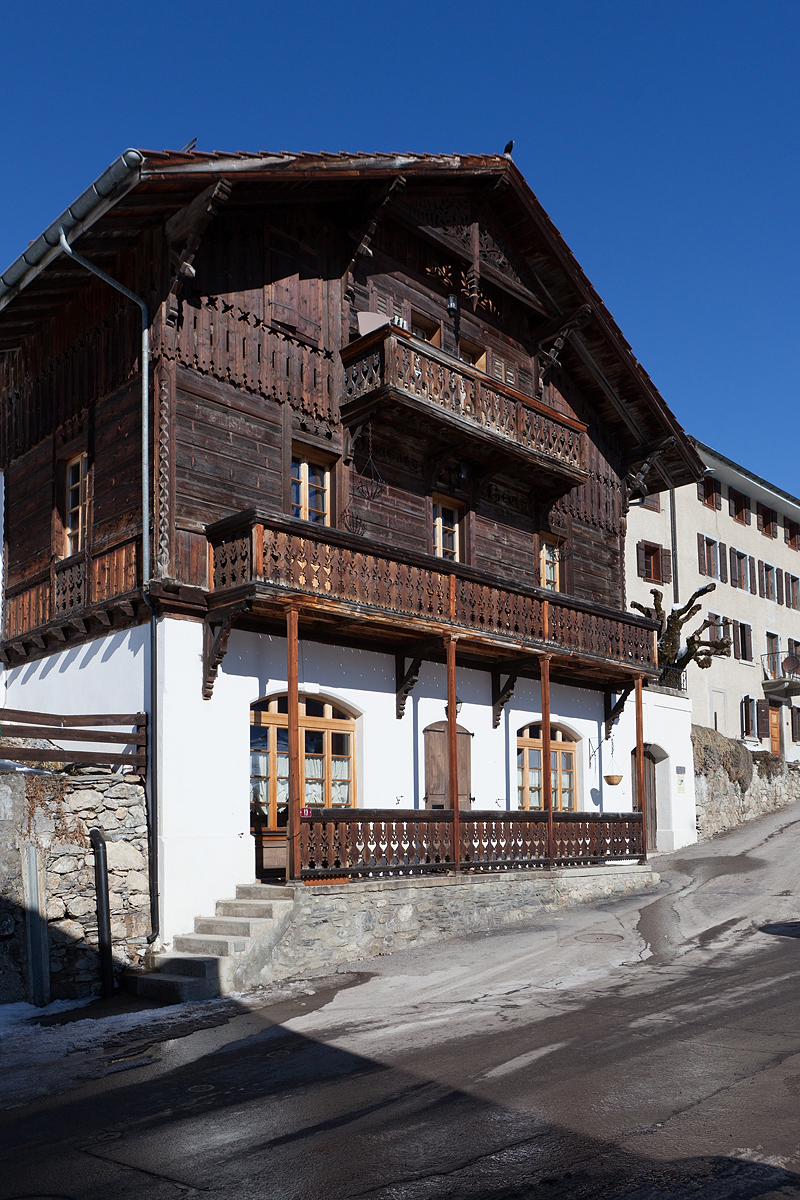
Alte Post